# Nanortalik
Nanortalik är en stad i Kujalleqs kommun på Grönland. Den ligger på en ö med samma namn, och har omkring 1 261 invånare (2015).

## Historia
Ön Nanortalik besöktes redan 1728 av Hans Egede och var länge känt som ett tillhåll för valfångare. 1797 grundades handelsplatsen Nanortalik som 1830 flyttades till sin nuvarande plats. Traditionellt har fångst och fiske varit de viktigaste näringarna, men sedan början av 1900-talet finns även fåravel på ön, och vid 1900-talets mitt blev Nanortalik administrativt centrum i en egen kommun (fram till kommunreformen 2009). Under senare år har turismen ökat, och 2004 öppnades en guldgruva i Nalunaq på fastlandet, så näringslivet är diversifierat. Ändå har invånarantalet sjunkit – år 2005 bodde 1509 personer här, 2015 är antalet nere på 1261. 

## Natur
Nanortalik betyder "Björnplatsen", och isbjörnar brukar ofta passera på isflak som driver västerut. Under våren och sensommaren är det gott om val, främst vikval, och på utöarna brukar man jaga blåssäl (som även kallas klappmyts). Ön är relativt lättillgänglig för vandrare, och från dess högsta punkt (559 m ö.h.) har man en vacker utsikt. Norr och öster om ön finns ett fjordlandskap som är populärt bland bergsklättrare, och där Qinnguadalen, Grönlands enda skog finns. Qinnquadalen är delvis skyddad från havets och inlandsisens inflytande av berg och är därför varmare på sommaren.

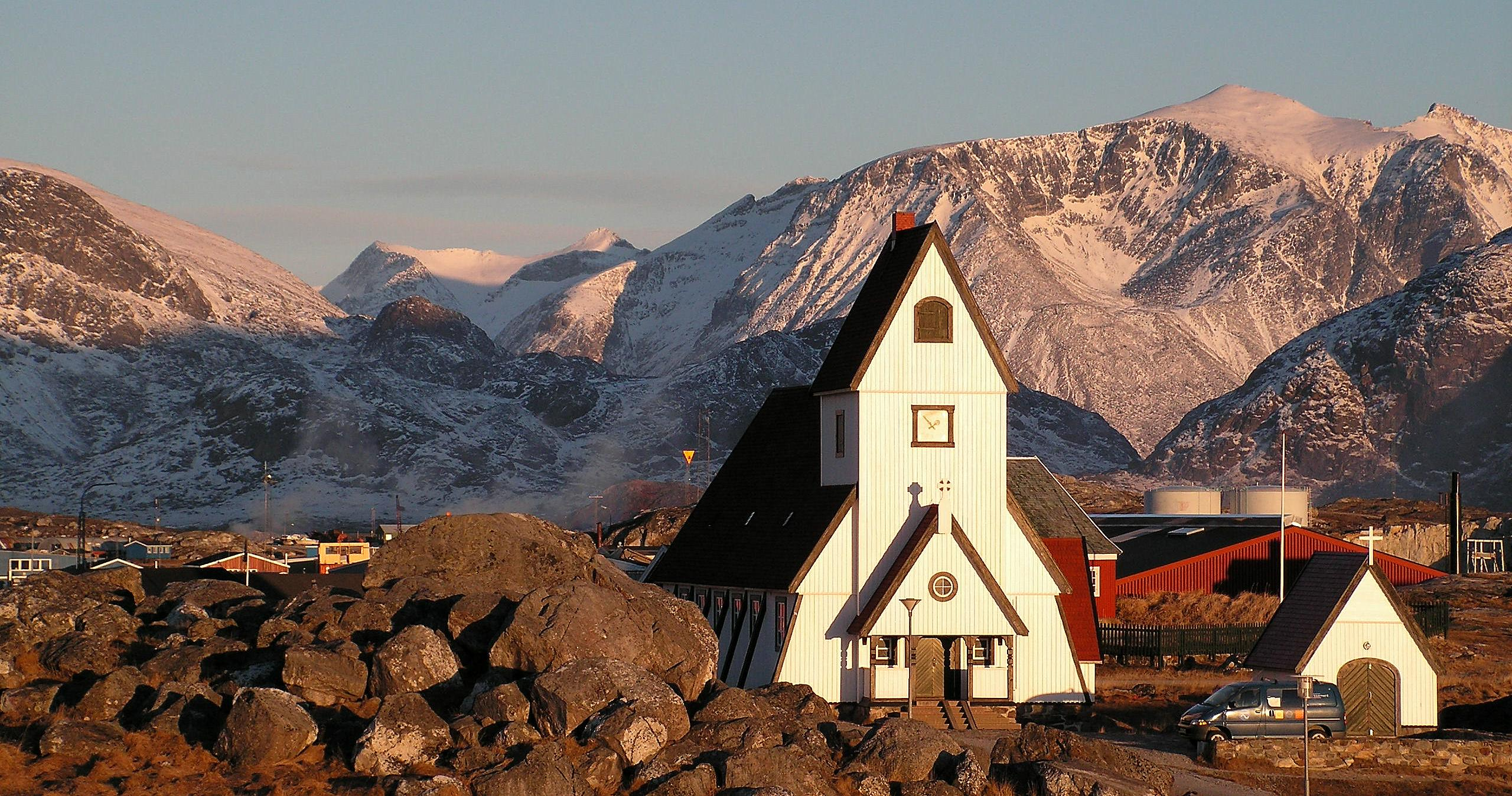
Kyrkan från 1916
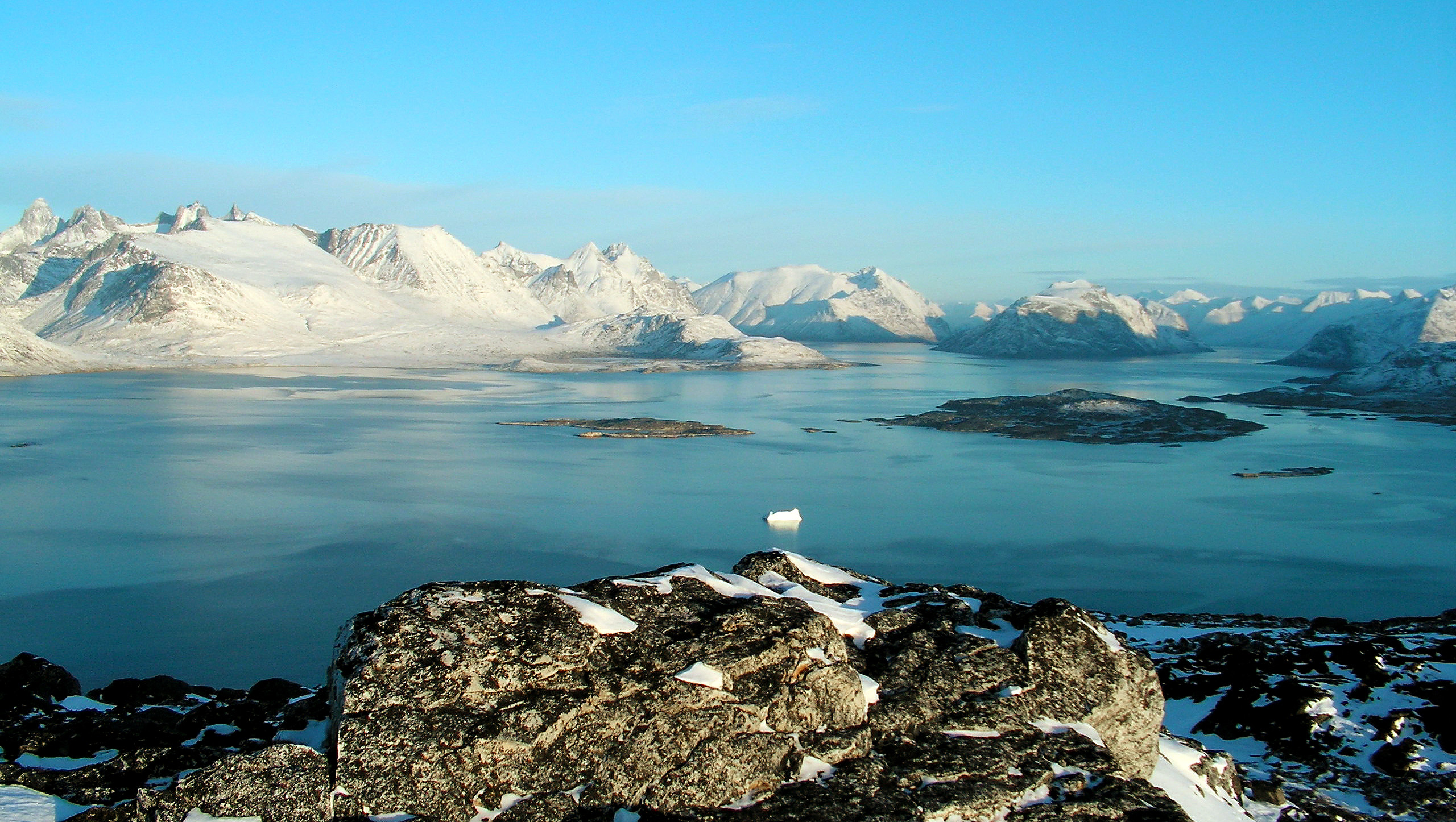
Ravnefjället
Stadens vapen
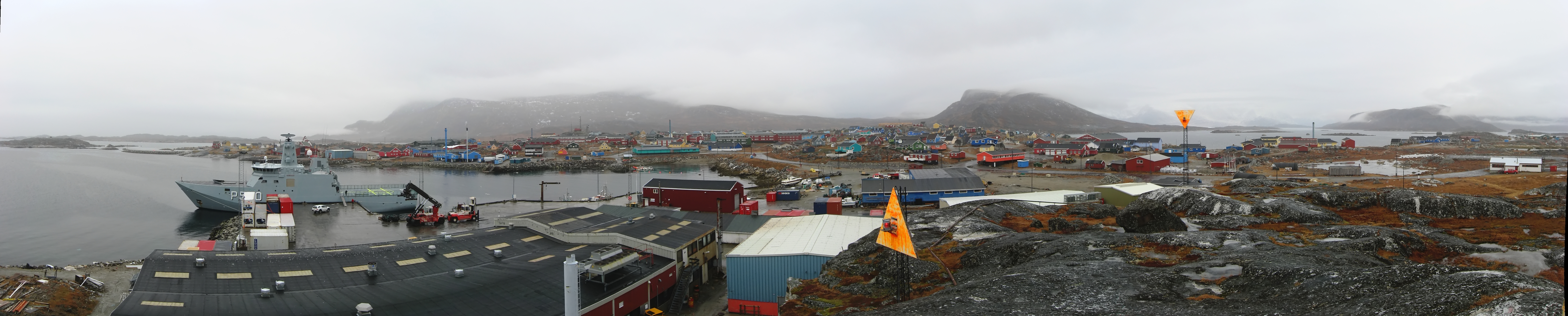
Översikt
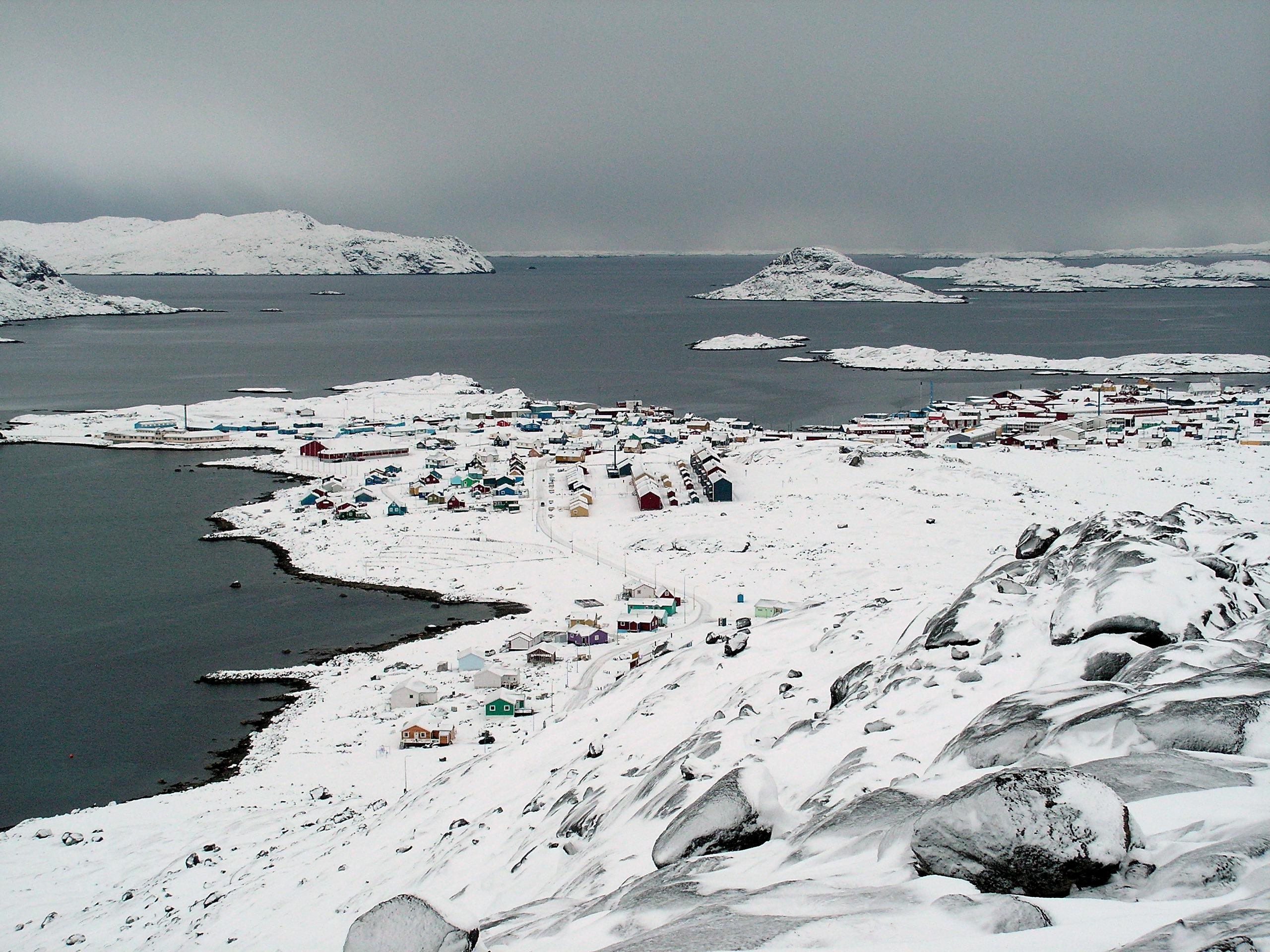
Utsikt